# El-Entag El-Harby
L'El-Entag El-Harby (in arabo ادي الإنتاج الحربي الرياضي‎?) è una società calcistica egiziana del Cairo. Milita nella Seconda Divisione, la seconda serie del campionato egiziano di calcio.
Fondato nel 2004, il club di proprietà del Ministero egiziano della Produzione militare. Ha esordito in massima serie nel 2009, dopo aver vinto il gruppo B della Seconda Divisione.

## Palmarès

### Competizioni nazionali
- Seconda Divisione: 1

2008-2009 (gruppo B)

### Altri piazzamenti
- Coppa d'Egitto:

Semifinalista: 2009-2010